# Hugo Quaderer

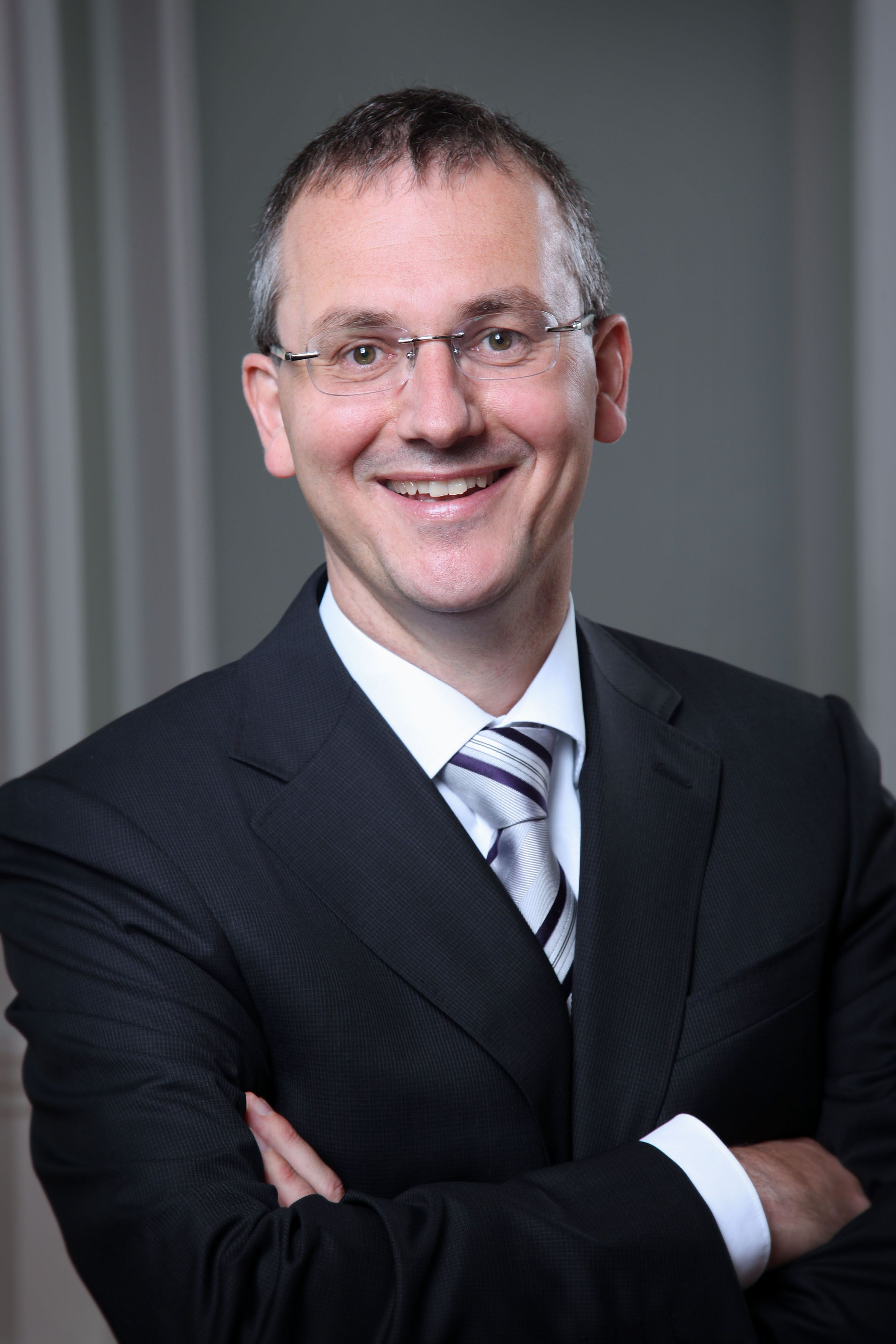
Regierungsrat Hugo Quaderer

Hugo Quaderer (* 22. März 1965 in Grabs) ist ein ehemaliger liechtensteinischer Politiker (VU). Von 2005 bis 2013 war er als Regierungsrat Mitglied der Regierung des Fürstentums Liechtenstein. Im März 2015 wurde Quaderer Präsident des Liechtensteiner Fussballverbands.
Quaderer ist verheiratet und lebt mit seiner Ehefrau Sieglinde und seinen beiden Kindern in Schaan. In seiner Freizeit kann sich der ehemalige aktive Fussballer für die verschiedensten sportlichen Aktivitäten begeistern, wie etwa Joggen oder Biken. Die Politikerin Karin Rüdisser-Quaderer ist seine ältere Schwester.

## Biografie
Quaderer besuchte von 1977 bis 1985 das Liechtensteinische Gymnasium und studierte nach der Matura an der Universität St. Gallen Rechtswissenschaften. Ab 1991 war er zunächst bei der Gemeindeverwaltung in Schaan als Gemeindesekretär und Personalverantwortlicher tätig. In dieser Zeit absolvierte er ein eineinhalbjährige Ausbildung zum Personalassistenten. Im Oktober 1997 übernahm er in der Liechtensteinischen Landesverwaltung die Position des Fachbereichsleiters Gewerberecht beim Amt für Volkswirtschaft. 1999 wurde er zum Leiter der Abteilung Wirtschaft befördert. In dieser Zeit war er zudem Vorsitzender der Prüfungskommission für die Fachprüfung im Gastgewerbe und der Prüfungskommission für die Fachprüfung der Maurer- und Zimmermeister. Des Weiteren war er nebenberuflich als Dozent an der Hochschule Liechtenstein tätig.
Im Jahr 2001 wurde Hugo Quaderer in den Liechtensteinischen Landtag gewählt. Er gehörte der Fraktion der Vaterländischen Union an, deren Fraktionssprecher er ab 2004 war. Als Landtagsabgeordneter war er Mitglied der EFTA-EWR-Parlamentarierdelegation und der parlamentarischen Versammlung der OSZE-Staaten. 2005 wurde er wiedergewählt. Seit dem 21. April 2005 war er als Regierungsrat für die Ressorts Bildung, Umwelt, Raum, Land- und Waldwirtschaft sowie Soziales zuständig. Nachdem die Vaterländische Union bei der Landtagswahl 2009 als stärkste Partei aus den Landtagswahlen hervorging, gehörte Hugo Quaderer wiederum als Regierungsrat der Regierung des Fürstentums Liechtenstein an. Als solcher unterstanden ihm ab 25. März 2009 die Ressorts Inneres, Bildung und Sport.
Bei der Landtagswahl in Liechtenstein 2013 stellte sich Quaderer dann allerdings nicht mehr der Wahl und schied in der Folge bei der Angelobung der neuen Regierung am 27. März 2013 aus dem Regierungsamt aus. Kurz darauf wurde er zum Verwaltungsrat der IFM Independent Fonds Management AG, einer liechtensteinischen Fondsleitung, bestellt.
2013 wurde ihm das Komturkreuz des Fürstlich Liechtensteinischen Verdienstordens verliehen.